# 高讃寺

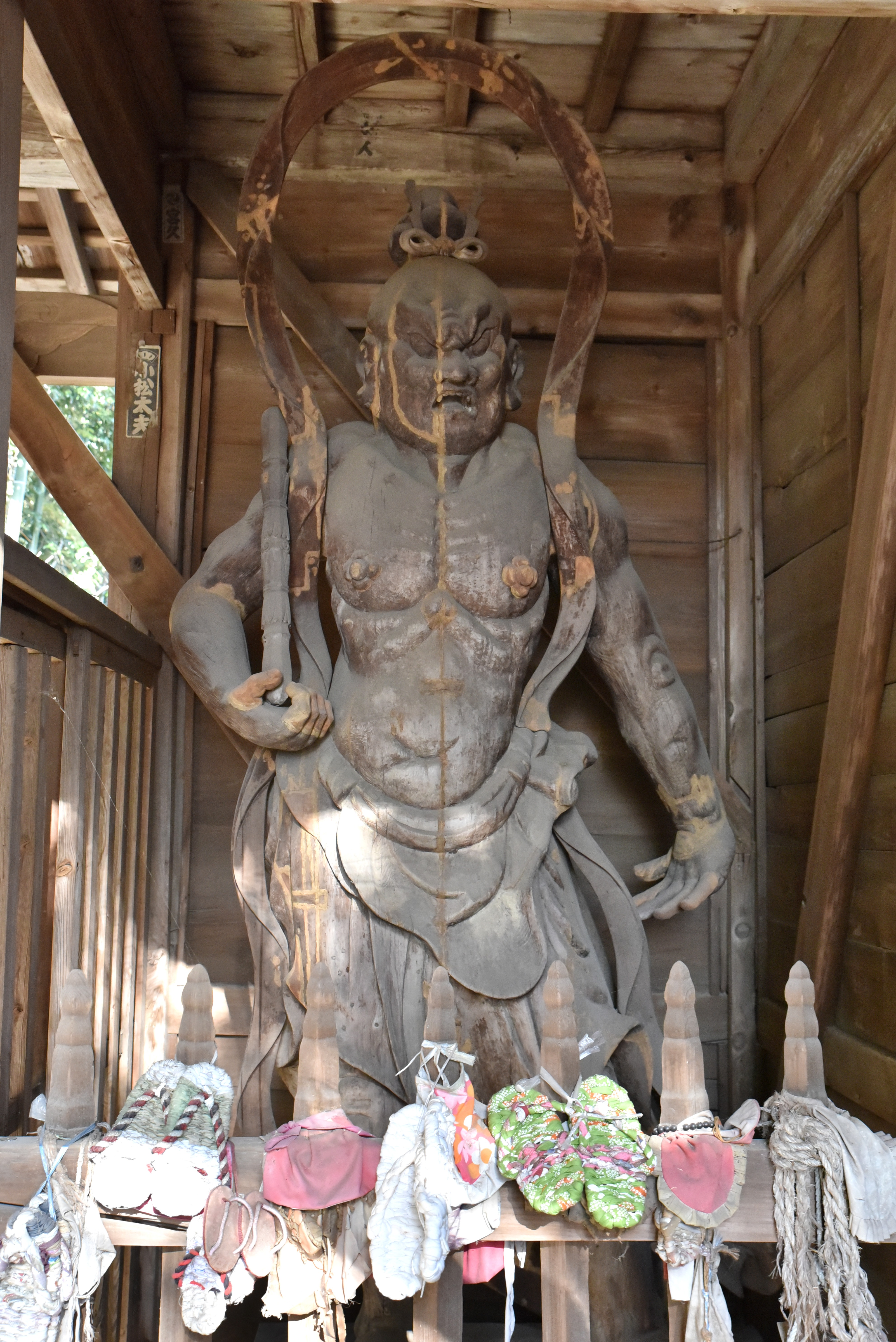
仁王像

高讃寺（こうさんじ）は、愛知県常滑市にある天台宗の寺院。山号は御嶽山。知多西国三十三所霊場第12番・知多四国霊場第61番札所。

## 由緒
白鳳12年（684年）、行基により天武天皇の勅願寺として創建されたと伝わる。かつて七堂伽藍300坊を有する巨刹であり、岩屋寺・観福寺とともに知多三山の一つに数えられた。天文6年（1537年）、織田信秀と今川義元の兵火により、堂宇の大半が失われた。その後も文禄年間や明治時代にも兵火や失火があり、現在は南の坊一院を残すのみになっている。仁王門の仁王像は、天文6年（1537年）の兵火から逃れるため近くの池に入れられたもので、江戸時代になってから引き上げられている。

## 文化財
愛知県指定文化財
- 木造聖観世音菩薩立像 - 平安時代
- 木造阿弥陀如来立像 - 平安時代
- 木造仁王像（2体） - 鎌倉時代

##### 常滑市指定天然記念物
- ツバキ

## 所在地
- 愛知県常滑市西阿野字阿野峪71-1